# SK Vide
SK Vide, egentligen Sportklubben Vide är en idrottsklubb i Knivsta som bildades den 14 januari 1941.

## Historia
SK Vide bildades den 14 januari 1941 av Janne Petterssons Cykelverkstad i Östuna. Viktiga initiativtagare var Gösta Sandin, Ture Åman, Janne Pettersson, Nils Pettersson, Ragnar Jansson, Nils Swedberg, Anders Lindberg, Erik Stavbom m.fl.
I klubben har det bedrivits fotboll, bandy, bordtennis, skidor, orientering och friidrott. Bandy kom att bli klubbens huvudsport. Skälet var att i första den goda tillgången till isar. 1988 startade innebandyverksamheten upp inom föreningen och den har under senare år kommit att bli den enda sport som bedrivs i föreningens regi.
SK Vide är en förening med bred satsning på barn och ungdomar men har också herr- och damlag i seriespel. Sammanlagt består SK Vide av 15 lag med cirka 400 aktiva medlemmar och totalt över 500 medlemmar vilket gör föreningen till Upplands fjärde största innebandyförening.

## Namnet Vide
Det var Gösta Sandins idé att klubben skulle ha ett neutralt namn, så att inte sockentillhörigheten skulle ha någon betydelse. Gösta kontaktade löparen Edvin Wide, som vid denna tid var stor idrottsidol i löpning, för att fråga om vi fick använda hans namn, det fick vi om vi bara hedrade namnet. Edvin Wide, blev strax över 100 år gammal.

### Fotnoter
1. ↑  Lars Ferngren (9 juni 2023). ”SK Vide Historia”. https://www.skvide.se/Page/296728. Läst 10 oktober 2023.
2. ↑  SK Vide (9 juni 2023). ”Om SK Vide”. https://www.skvide.se/Page/296728. Läst 10 oktober 2023.
3. ↑  Lars Ferngren (9 juni 2023). ”SK Vide Historia”. https://www.skvide.se/Page/296728. Läst 10 oktober 2023.